# Atletismo nos Jogos Olímpicos de Verão de 1900 - Salto em distância sem impulsão masculino
A competição do salto em distância sem impulsão masculino fez parte do programa do atletismo nos Jogos Olímpicos de Verão de 1900. Aconteceu no dia 16 de julho. Quatro atletas de dois países competiram.

## Medalhistas
| Ouro   | USA Ray Ewry          |
| Prata  | USA Irving Baxter     |
| Bronze | FRA Émile Torcheboeuf |

## Resultados
| Pos. | Atleta                | Distância |
| ---- | --------------------- | --------- |
|      | USA Ray Ewry          | 3,21 m    |
|      | USA Irving Baxter     | 3,135 m   |
|      | FRA Émile Torcheboeuf | 3,03 m    |
| 4    | USA Lewis Sheldon     | 3,02 m    |